# Klausenberg (Rheinhessen)

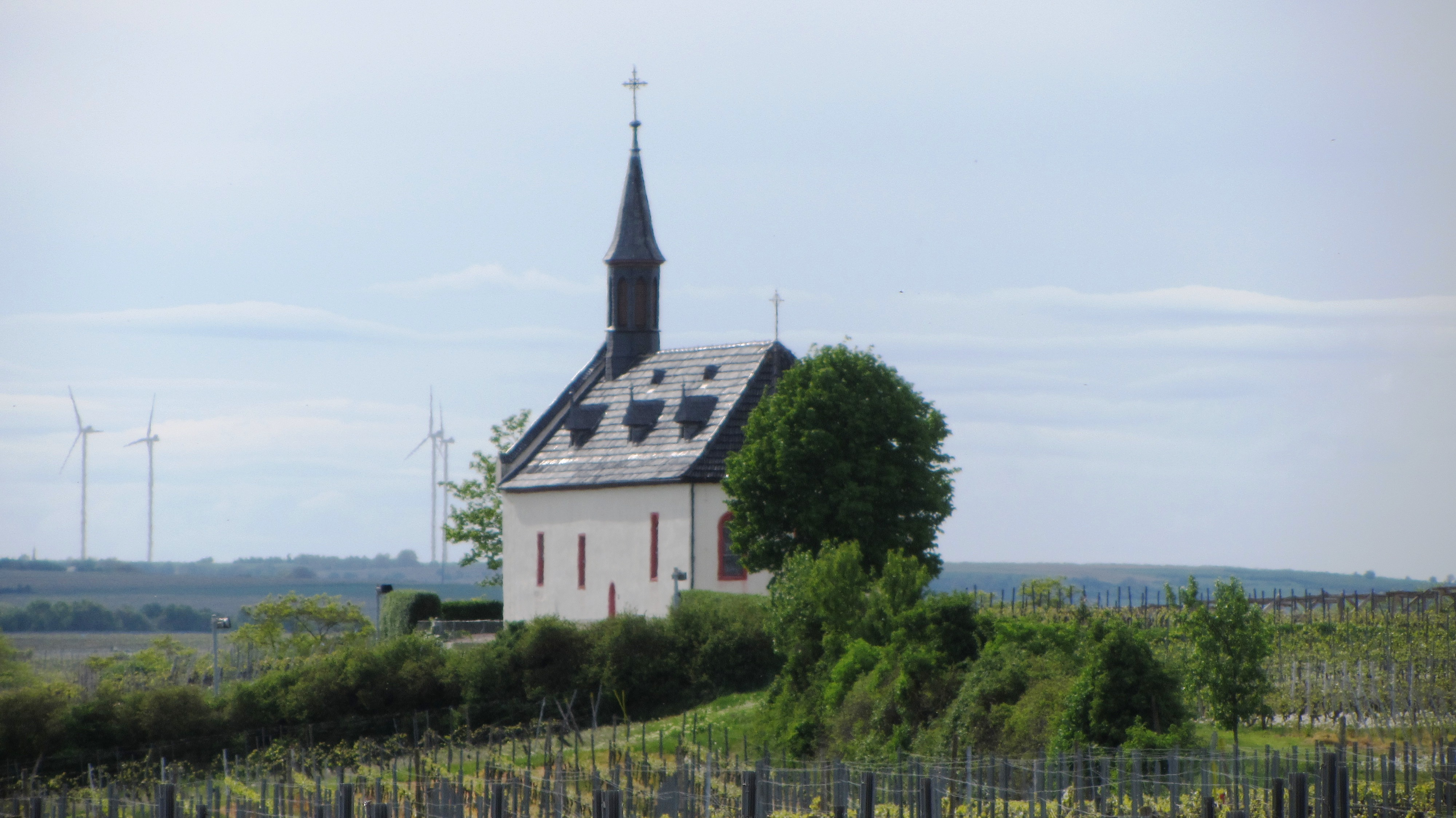
Klausenbergkapelle, vue de l'Est

Le Klausenberg est une colline près de Abenheim dans le Wonnegau en Hesse rhénane.
Le Klausenberg est connu pour la chapelle St. Michael et donne ainsi à Abenheim le surnom « Klausenberggemeinde » (commune du Klausenberg).
En 1298, la Duchesse Agnès de Nassau (* de Leiningen, épouse de Othon Ier de Nassau) obtient la permission de la part de l'évêque de Worms Emich Ier de fonder un cloître à Worms-Abenheim; la Klausenbergkapelle en est probablement le reste. Agnès était une arrière-cousine de l'évêque. En 1299 elle confirme la fondation pour une autre fois avec ses fils Henri et Emich .
La Klausenbergkapelle est consacrée Saint Michel; elle est donc nommée Chapelle Saint Michel (en allemand : St.-Michaels-Kapelle). Une fois par mois elle est ouverte pour une messe. Elle est un endroit populaire du mariage religieux.
La Klausenbergkapelle est aussi une station sur la route du Pèlerinage de Saint-Jacques-de-Compostelle en Hesse rhénane.

## Source
- (de) Cet article est partiellement ou en totalité issu de l’article de Wikipédia en allemand intitulé « Klausenberg (Rheinhessen) » (voir la liste des auteurs).